# برندا مارتینز
برندا مارتینز (انگلیسی: Brenda Martinez؛ زادهٔ ۸ سپتامبر ۱۹۸۷) دونده دو نیمه‌استقامت، و ورزشکار دو و میدانی اهل ایالات متحده آمریکا است.